# Station L'Aigle
Station L'Aigle is een spoorwegstation in de Franse gemeente L'Aigle.